# Cremeno
Cremeno är en ort och kommun i provinsen Lecco i regionen Lombardiet i Italien. Kommunen hade 1 627 invånare (2018).